# Fabio Giovannini
Fabio Giovannini (Genova, 1958) è un giornalista, scrittore e saggista italiano.

## Biografia
Inizialmente conosciuto quale giornalista e scrittore su temi sociali e come politologo, si afferma poi come saggista sul cinema e l'immaginario pubblicando tra l'altro un ampio saggio sull'opera di Dario Argento. È conosciuto inoltre come "vampirologo" sia per i saggi pubblicati sul tema vampiri che per la sua collezione di materiale filmico e iconografico. Ha al suo attivo oltre cinquanta pubblicazioni, da solo o con altri.
È stato redattore del quotidiano Liberazione e curatore dell'inserto culturale IlTopo di Libreria. Dal 2006 al 2008 ha curato una rubrica di cronaca nera per  La Rinascita, il settimanale del quale è stato vicedirettore, oltre a collaborare a varie testate tra cui Il Manifesto e Avvenimenti.
Fondatore del "movimento-non movimento" neo-noir: per costituirlo nel 1994 raduna attorno a sé un gruppo di scrittori e saggisti. La prima riunione avviene davanti a un tavolino in un bar a Vicolo del Bologna 13 a Trastevere. Il sodalizio porta alla realizzazione di serate a tema noir, spettacoli teatrali e iniziative editoriali. In questo ultimo ambito Giovannini, insieme a Antonio Tentori, ha curato diverse antologie di racconti del gruppo di scrittori neo-noir. La sua passione per il genere noir si concretizza anche nella sua Storia del noir che "aiuta a capire il mistery fiction in Italia".
Ha scritto alcuni libri di narrativa con lo pseudonimo di Ivo Scanner  sempre caratterizzati, come teorizza lo stesso autore, da un noir nella soggettiva dell'assassino, come nelle scene di omicidi presenti nei film di Dario Argento. Ha collaborato alla realizzazione del Convegno Roma Noir tenutosi presso la Università degli Studi di Roma "La Sapienza"
Consolidato il legame professionale con Antonio Tentori per via delle diverse antologie curate insieme, si fanno sempre più frequenti i saggi cinematografici firmati in comune dai due autori. In particolare collaborano con Luigi Cozzi e la sua casa editrice Mystero-Profondo Rosso, che ha la sua sede per l'appunto nel negozio Profondo Rosso di Roma.
Nel 1991 Giovannini ha partecipato alla realizzazione del documentario Dario Argento: Master of Horror come sceneggiatore e come intervistato. 
Ha partecipato come attore al film Come una crisalide (Symphony in Blood Red, 2010, regia di Luigi Pastore).

## Opere principali
- Comunisti e diversi. Il PCI e la questione omosessuale, Edizioni Dedalo, 1980
- Il libro dei vampiri. Dal mito di Dracula alla presenza quotidiana, Edizioni Dedalo, 1985; seconda edizione 1997
- Dario Argento. Il brivido, il sangue, il thrilling, Edizioni Dedalo, 1986
- Vampirismus. Gotico e fantastico nel mito del vampiro, Alfamedia, 1986
- Sherlock Holmes. Indagine su un mito centenario, Edizioni Dedalo, 1987 (con Marco Zatterin)
- Cyberpunk e splatterpunk: guida a due culture di fine millennio, Datanews, 1992; nuova edizione 2001
- In viaggio con Dracula, Il minotauro, 1994
- Chi ha ucciso la metropoli?, Strategia della lumaca, 1995
- Mostri, Castelvecchi 1999
- Guida completa a James Bond: 007 da Licenza di uccidere a Il mondo non basta, ElleU Multimedia, 2000
- Danze macabre. Il cinema di Antonio Margheriti, Mondo ignoto, 2004
- Porn'Italia. Il cinema erotico italiano, Stampa Alternativa, 2004 (con Antonio Tentori)
- Terence Fisher. L'artista dell'orrore, Profondo Rosso, 2009
- Musi gialli. Cinesi, giapponesi, coreani, vietnamiti e cambogiani: i nuovi mostri del nostro immaginario, Stampa Alternativa, 2011.
- Assassini di libri. Breve storia della censura sui libri, S.l. Giubilei Regnani, 2013
- Delitti politici. Quindici misteri italiani. Dalla morte di Enrico Mattei al caso Calvi: quando la politica diventa crimine, Stampa Alternativa/Nuovi Equilibri, 2013
- Bellissime e perverse. Le sexy eroine del fumetto horror ed erotico italiano, Cut-Up Publishing, 2015 (con Antonio Tentori)